# Youth Dub
Youth Dub é o terceiro álbum do cantor de reggae Matisyahu. Esse álbum foi lançado em paralelo ao álbum Youth que contém as faixas em sua versão original.

## Faixas
1. "Youth Dub" - 5:06
2. "Fire And Dub" - 6:36
3. "Spark Seekers" - 5:01
4. "Dub Warrior" - 5:39
5. "WP Dub" - 5:10
6. "Daughters Dub" - 4:05
7. "One Woman" - 4:21
8. "Fire Of Heaven Dub" - 4:01
9. "Chop 'Em Down Dub" - 5:59
10. "Nigun" - 4:08